# Dieter Asmus

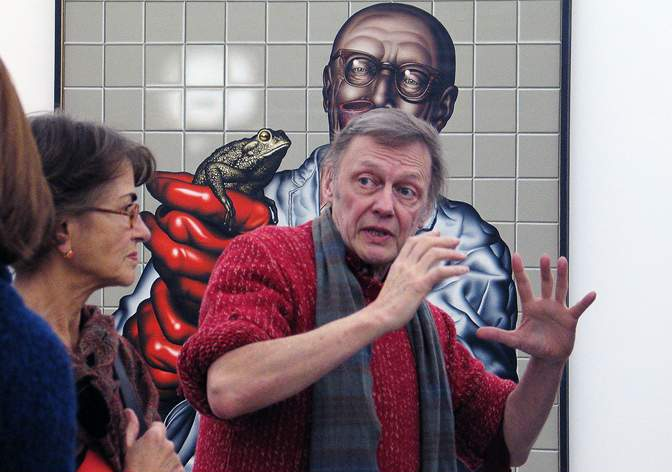
Dieter Asmus (2005); im Hintergrund das Bild Froschtest (Dr. Rock)

Dieter Asmus (* 1. März 1939 in Hamburg) ist ein zeitgenössischer deutscher Maler und Grafiker des Neuen Realismus.

## Leben und Werk
Dieter Asmus wurde 1939 in Hamburg geboren. Während des Krieges lebte er vorübergehend in Gundelsby im Norden Schleswig-Holsteins.
Nach dem Abitur studierte er von 1960 bis 1967 an der Hochschule für bildende Künste Hamburg. Im Gegensatz zu der in dieser Zeit vorherrschenden abstrakten Malerei interessierte er sich für gegenständliches Malen. Gemeinsam mit Peter Nagel, Dietmar Ullrich und Nikolaus Störtenbecker entwickelte er in vierjähriger Arbeit die formalen Grundlagen eines Neuen Realismus. Als 1964/65 die ersten realistischen Bilder vorlagen und der Öffentlichkeit präsentiert werden sollten, gründeten die Künstler die Gruppe ZEBRA.
In den frühen siebziger Jahren lernte Asmus den Kunstwissenschaftler Armin Schreiber kennen, Ehemann der Schriftstellerin Brigitte Kronauer. Es ergab sich eine langjährige Zusammenarbeit. Die drei Kunstfreunde gründeten einen Verlag, in dem sie den ersten Roman von Brigitte Kronauer mit Zeichnungen von Dieter Asmus verlegten. Sie kauften eine kleine Villa in Hamburg und bewohnten sie jahrzehntelang gemeinsam.

Ölbild Ski-Urlauberin
(mit einem Betrachter)

Asmus arbeitet in Öl. Charakteristisch ist unter anderem die Verwendung von Stilmitteln der Fotografie wie Anschnitt, Ausschnitt, Schnappschuss, Farbstichigkeit, Frosch- und Vogelperspektive. In den 1990er Jahren entstanden verstärkt auch Pastelle, ab 2000 vermehrt auch kleinformatige Bilder (Öl auf Karton).
Etwa 50 Arbeiten befinden sich in öffentlichen Sammlungen (Staatsgalerie Stuttgart, Albertina Wien, Nationalgalerie Berlin, Nationalgalerie Moderner Kunst in Rom, Hamburger Kunsthalle u. a.).
Dieter Asmus ist Mitglied im Deutschen Künstlerbund und seit 1985 Mitglied der Freien Akademie der Künste Hamburg. Er lebt und arbeitet in Hamburg.